# Kaiserspecht
Der Kaiserspecht (Campephilus imperialis) ist der größte Specht der Welt. Er ist, wie der nahe mit ihm verwandte, etwas kleinere Elfenbeinspecht (Campephilus principalis), vom Aussterben bedroht und wahrscheinlich bereits ausgestorben.

## Merkmale
Der Kaiserspecht ist ebenso wie der Elfenbeinspecht schwarz-weiß-gemustert, das Männchen mit spitzer schwarz-roter, das Weibchen mit spitzer schwarzer Haube. Im Unterschied zum Elfenbeinspecht ist er mit bis zu 60 cm deutlich größer und besitzt keinen weißen Streifen beidseits des Halses.

## Verbreitung
Der Kaiserspecht war im nordwestlichen Hochland Mexikos verbreitet, vom westlichen Sonora und Chihuahua bis südlich nach Jalisco und Michoacan. Er besiedelt die Kiefer-/Eichenwälder in einer Höhe zwischen 1700 und 3100 m ü. NN.

## Bedrohungsgeschichte
Der letzte sichere Nachweis aus dem Freiland stammt aus dem Jahr 1956, ein weiterer nach dem Eintrag des Naturhistorischen Museums Wien von 1993. Anschließend sind nur noch unsichere Meldungen aus dem Hochland Nordwestmexikos bekannt geworden (bis 2005). Insbesondere durch die Zerstörung seines natürlichen Lebensraums durch Abholzung der alten, totholzreichen Eichen- und Kiefernbestände kam es zur Auslöschung der Population.
Die Gefährdungseinstufung des Kaiserspechtes als „vom Aussterben bedroht (möglicherweise ausgestorben)“ erfolgte zur Vermeidung des Romeo-Irrtums.